# Maru (киберспортсмен)
Чо Сон Чу (кор. 조성주, род. 28 июля 1997, Пусан, Республика Корея), более известный под своим никнеймом Maru, — корейский профессиональный игрок в StarCraft II, играющий за расу терранов и выступающий за команду Team NV. Пятикратный чемпион Global StarCraft II League. На Летних Азиатских играх 2018 представлял Южную Корею в дисциплине StarCraft II и заработал для неё золотую медаль. Maru считается одним из лучших ныне активных игроков в StarCraft II и лучшим игроком за терранов в Корее. По состоянию на 2025 год, за свою карьеру Maru заработал 1 356 000 долларов призовых.

## Биография
Чо Сон Чу рано начал играть в StarCraft и участвовать в соревнованиях, свой первый киберспортивный матч он выиграл в 2010 году в возрасте 13 лет. В возрасте 14 лет Maru стал самым молодым киберспортсменом, которому удалось пройти во вторую групповую стадию GSL Code S (Ro16); в дальнейшем к этому результату приблизились Ли «Life» Сын Хён, которому это удалось в 15 лет, и Риккардо «Reynor» Ромити, достигнувшего этого в 16 лет. По словам Maru, ему сложно вспомнить себя не играющим в StarCraft. Примерно с девятого класса он, как и большинство киберспортсменов, живёт в тренировочном лагере с командой и проводит большую часть времени за игрой. Несмотря на это, он долгое время держался обособленно, тренируясь в одиночку в режиме рейтинговой игры в StarCraft II, в отличие от товарищей по команде, постоянно ищущих партнёров для практики и помогающих друг другу с тренировками.
В январе 2017 года Maru дошёл до финала World Electronic Sports Games, в котором проиграл Чон «TY» Тае Янгу со счётом 3:4.
На Летних Азиатских играх 2018 в рамках показательных выступлений было представлено несколько киберспортивных дисциплин, в числе которых был и StarCraft II, где Maru представлял Южную Корею. Он заработал золотую медаль, не проиграв ни единого матча. По словам Maru, «победа далась ему слишком легко», но тем не менее он очень горд за себя и надеется выступить на следующих Азиатских играх в 2022 году.
В 2018 году Чо Сон Чу стал первым человеком, выигравшим все три сезона Global StarCraft II League за год (победа на которых гарантирует прохождение на финальную стадию чемпионата мира). Кроме того, он имел наибольшее в корейском регионе число очков за выигранные турниры (альтернативный способ попадания в финал), а потому считался фаворитом в чемпионы мира. Однако он не смог победить своего сокомандника Ким «sOs» Ю Джина в четвертьфинале и вылетел с турнира, а чемпионом мира стал финский игрок Йоона «Serral» Сотала.
В 2019 году Maru выиграл 2019 Global StarCraft II League Season 1: Code S, став четырёхкратным чемпионом GSL

## Стиль игры
Среди игроков за терранов Maru считается сильнейшим в микроконтроле (управлении юнитами) и многозадачности (слежении за несколькими областями на карте одновременно). В игре Maru разделяет армию, одновременно атакуя несколько позиций врага и успешно контролируя войска в каждой из них. Дэниел «Artosis» Стемкоски отмечает, что такой стиль игры не мог раскрыть себя в полную мощь в Wings of Liberty и Heart of the Swarm, однако имеет огромные шансы на успех в Legacy of the Void, так как в этом аддоне игра стала более динамичной, а количество ресурсов на базах уменьшилось, что заставляет игроков быстрее расширять свои владения и строить меньше оборонительных сооружений.

## Признание
На церемонии GosuAwards 2013 Maru победил в категории «Игрок-прорыв года» (англ. Break-out player of the year).

## Достижения
- 2013 WCS Season 2 Korea OSL: Premier League (1 место)
- 2013 WCS Season 3 Korea GSL: Premier (3—4 место)
- 2013 WCS Season 3 (3—4 место)
- 2013 WCS Global Finals (3—4 место)
- 2013 Hot6ix Cup (3—4 место)
- 2014 Global StarCraft II League Season 2: Code S (3—4 место)
- IEM Season IX — Taipei (2 место)
- 2015 StarCraft II StarLeague Season 1: Main Event (1 место)
- 2015 Global StarCraft II League Season 3: Code S (3—4 место)
- World Electronic Sports Games 2016 (2 место)
- 2017 Global StarCraft II League Season 2: Code S (3—4 место)
- IEM Season XII — World Championship (3—4 место)
- World Electronic Sports Games 2017 (1 место)[12]
- 2018 Global StarCraft II League Season 1: Code S (1 место)[13]
- 2018 Global StarCraft II League Season 2: Code S (1 место)[14]
- 2018 GSL vs the World (3—4 место)
- 2018 Global StarCraft II League Season 3: Code S (1 место)[10]
- World Electronic Sports Games 2018 (3 место)[15]
- 2019 Global StarCraft II League Season 1: Code S (1 место)[10]
- IEM Katowice 2020 (3—4 место)
- 2020 Global StarCraft II League Season 3 (2 место)
- TeamLiquid StarLeague 6 (4 место)
- IEM Katowice 2021 (3—4 место)
- 2021 Global StarCraft II League Season 1 (2 место)
- 2021 AfreecaTV GSL Super Tournament 2 (3—4 место)
- NeXT 2021 S1 – SC2 Masters (3 место)
- DH SC2 Masters 2021 Summer: Season Finals (2 место)
- DH SC2 Masters 2021 Winter: Season Finals (1 место)
- 2021 AfreecaTV GSL Super Tournament 3 (2 место)
- DH SC2 Masters 2021: Last Chance 2022 (1 место)
- 2022 AfreecaTV GSL Super Tournament 1 (3—4 место)
- DH SC2 Masters 2022 Valencia (2 место)
- 2022 Global StarCraft II League Season 2: Code S (2 место)
- TeamLiquid StarLeague 9 (2 место)